# الاتفاق الثلاثي اللبناني
الاتفاق الثلاثي كان اتفاق قصير الأمد بين الفصائل اللبنانية الثلاثة المتناحرة: حركة أمل الشيعة, الحزب التقدمي الاشتراكي الدرزي والقوات اللبنانية المسيحي, لإنهاء الحرب الأهلية اللبنانية، وقد وُقّع في دمشق، سوريا في 28 ديسمبر 1985. سمح الاتفاق لوجود عسكري سوري لحفظ السلام في لبنان ومنح سوريا نفوذاً قوياً على الشؤون اللبنانية.
تم التوقيع على اتفاق يوم 28 ديسمبر 1985، من قبل مجلس النواب نبيه بري ، وليد جنبلاط ، و إيلي حبيقة نيابة عن الميليشيات الثلاث، على التوالي.
انتقد بعض السياسيين ورجال الدين المسيحيين الاتفاق لأنه يمنح سوريا سلطة على لبنان ويضعف المجتمع المسيحي. وقع إيلي حبيقة على القوات المسلحة اللبنانية كرئيس لها، لكن مجلس قيادة القوات اللبنانية انقسم بشأن ما إذا كان سيقبل الاتفاقية. عارض رئيس أركان القوات اللبنانية سمير جعجع الاتفاق, فتدهور الوضع إلى نزاع عنيف بين جعجع وحبيقة، مما أدى إلى فرار حبيقة في 15 يناير 1986. وتولى سمير جعجع وكريم بقرادوني قيادة القوات اللبنانية.

## الموقعون
وقع عليه في دمشق كل من:
- إيلي حبيقة ممثلا القوات اللبنانية
- نبيه بري ممثلا حركة أمل
- وليد جنبلاط ممثلا الحزب التقدمي الاشتراكي

## نص الاتفاق
نص الاتفاق على إلغاء الطائفية من نظام الحكم وعلى مبدأ القيادة الجماعية، فهو يولي مجلس الوزراء حق ممارسة السلطة التنفيذية بكاملها.